# 浅山 (東海市)
浅山（あさやま）は、愛知県東海市の地名。1丁目から3丁目がある。

## 歴史

### 人口の変遷
国勢調査による人口および世帯数の推移。
| 2010年（平成22年） | 7世帯 22人 |  |
| 2015年（平成27年） | 5世帯 17人 |  |
| 2020年（令和2年）  | 5世帯 16人 |  |

## 交通
- 名古屋第二環状自動車道東海料金所
- 東海インターチェンジ
- 名古屋高速道路4号東海線
- 国道247号

## 施設
- カネ美食品東海工場
- アスクル名古屋センター
- ホンダオートオークション名古屋会場
- 福山通運東海支店
- 前田工業東海工場

### WEB
1. ↑  “愛知県東海市の町丁・字一覧”.   人口統計ラボ. 2024年2月12日閲覧。
2. 1 2  総務省統計局 (2022年2月10日). “令和2年国勢調査の調査結果(e-Stat) - 男女別人口，外国人人口及び世帯数－町丁・字等” (CSV). 2023年8月2日閲覧。
3. 1 2  “愛知県東海市の郵便番号一覧”.   日本郵便. 2024年2月11日閲覧。
4. ↑  “ナンバープレートについて”.   一般社団法人愛知県自動車会議所. 2024年1月21日閲覧。
5. ↑  “愛知県東海市浅山の住所一覧”. 2024年2月15日閲覧。
6. ↑  総務省統計局 (2012年1月20日). “平成22年国勢調査の調査結果(e-Stat) - 男女別人口及び世帯数 －町丁・字等” (CSV). 2021年7月21日閲覧。
7. ↑  総務省統計局 (2017年1月27日). “平成27年国勢調査の調査結果(e-Stat) - 男女別人口及び世帯数 －町丁・字等” (CSV). 2021年7月21日閲覧。